# Diane Black
Diane Lynn Warren, coniugata Black (Baltimora, 16 gennaio 1951), è una politica statunitense, membro della Camera dei Rappresentanti per lo stato del Tennessee.

## Biografia
Nata e cresciuta nel Maryland, Diane Black si trasferì nel Tennessee per studiare e dopo aver ottenuto il diploma di infermiera cominciò a svolgere questo mestiere.
Nel 1998 intraprese l'attività politica e come esponente del Partito Repubblicano venne eletta alla Camera dei Rappresentanti del Tennessee. Nel 2005 passò al Senato di stato del Tennessee, dove rimase fino al 2010. In quest'anno infatti la Black lasciò la legislatura statale per candidarsi alla Camera dei Rappresentanti. La Black dovette affrontare delle primarie molto serrate e alla fine riuscì a prevalere con il 31% delle preferenze contro il 30% dei suoi due avversari Lou Ann Zelenik e Jim Tracy. Nelle elezioni generali la Black vinse nettamente la competizione e approdò al Congresso.
Nel 2012 la Black annunciò la sua intenzione di candidarsi per la rielezione e nelle primarie repubblicane affrontò nuovamente la Zelenik, sconfiggendola per la seconda volta. Riuscì poi a prevalere anche nelle elezioni generali.
Nonostante faccia parte del gruppo tea party al Congresso, la Black viene giudicata una repubblicana moderata.